# Dumnezeu există și numele lui e Petrunija
Dumnezeu există și numele lui e Petrunija (în macedoneană Господ постои, името ѝ е Петрунија) este un film dramatic macedonean din 2019 regizat de Teona Strugar Mitevska. 
Filmul a fost selectat pentru a concura pentru Ursul de Aur la cel de-al 69-lea Festival Internațional de Film de la Berlin și a câștigat Premiul LUX și alte câteva premii.

## Rezumat
Filmul prezintă povestea unei femei care câștigă un concurs local de Bobotează, dar pentru că de obicei este rezervat bărbaților, este ostracizată pentru acest lucru: poliția trebuie să o protejeze de fanaticii religioși.

## Distribuție
- Zorica Nusheva ca Petrunija, o femeie de 32 de ani
- Labina Mitevska ca jurnalista Slavica
- Stefan Vujisic ca ofițerul tânăr Darko
- Suad Begovski ca Preot
- Petar Mircevski ca Stojan

## Premii
- Premiul LUX 2019[9]
- Breasla Filmului German și Premiile Ecumenice la Festivalul de Film de la Berlin [10]